# رادو بلیگن
رادو بلیگن (انگلیسی: Radu Beligan؛ ‏ ۱۴ دسامبر ۱۹۱۸ – ۲۰ ژوئیهٔ ۲۰۱۶) یک هنرپیشه٬ کارگردان و مقاله‌نویس اهل رومانی بود. وی بین سال‌های ۱۹۳۷ تا ۲۰۱۰ میلادی فعالیت می‌کرد.
از فیلم‌ها یا برنامه‌های تلویزیونی که وی در آن نقش داشته‌است، می‌توان به انفجار، ماجرای پروتار و نمایش افتتاحیه اشاره کرد.